# Getto w Czortkowie

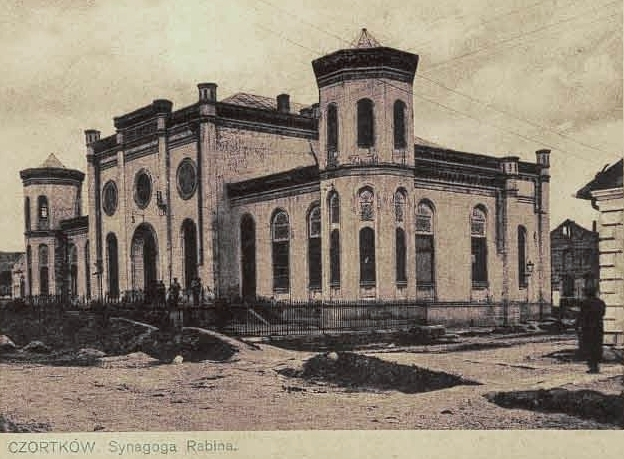
Synagoga w Czortkowie (między 1910-1920)

Getto w Czortkowie (niem. Ghetto Tschortkau; jidysz טשארטקאווער געטא; Czortkower geto) – getto dla ludności żydowskiej zorganizowane przez okupacyjne władze hitlerowskie w czasach II wojny światowej w Czortkowie. 
Getto zostało utworzone w połowie marca 1942 roku. Umieszczono w nim do 6,8 tys. Żydów. Jeszcze przed powstaniem getta, od początku okupacji niemieckiej (6 lipca 1941), w wyniku pogromu, licznych zbrodni i deportacji do obozów pracy, liczba żydowskiej ludności Czortkowa zmniejszyła się o około 1 tys.
Pod getto przeznaczono 6 ulic, na które ludność żydowska miała się przesiedlić do 1 kwietnia 1942 roku. W jednym mieszkaniu żyły 2-3 rodziny. W wyniku dalszych wywózek i zbrodni (rozstrzelanie 110-115 osób na żydowskim cmentarzu) do sierpnia 1942 roku liczba mieszkańców getta zmniejszyła się do 6,5 tysiąca osób.
27 sierpnia 1942 roku Policja Bezpieczeństwa przy pomocy żandarmerii, Policji Ochronnej z Tarnopola oraz ukraińskiej i żydowskiej policji przeprowadziła pierwszą „akcję” deportacji Żydów z czortkowskiego getta do obozu śmierci w Bełżcu. Wszystkich Żydów spędzono na plac targowy, zabijając w tym czasie ponad 300 osób. Na placu wśród zebranych dokonano selekcji, pozwalając specjalistom i robotnikom na powrót do getta. Pozostałych zaprowadzono na dworzec kolejowy i ładowano w wagony towarowe, do których zmieściło się w sumie 2120 osób. W wyniku upału i ciasnoty część osób zmarła już podczas transportu do Bełżca. 300–500 osób, które nie zmieściły się do wagonów, zamknięto w więzieniu policyjnym, gdzie przebywały do października 1942 roku. 
Po tej akcji getto zmniejszono do dwóch ulic położonych przy rzece Seret.
5 października 1942 roku około 500 Żydów deportowano do obozu janowskiego. W końcu 1942 roku w getcie utworzono obóz pracy, w którym pracowało około 600 osób. Dzień pracy wynosił 12–14 godzin, posiłek składał się ze 100 gramów chleba, niewielkiej ilości kawy i wodnistej zupy.
Na początku 1943 roku getto liczyło 2,5 tys. mieszkańców.
Niemcy zlikwidowali getto w czerwcu 1943 roku. W akcji w której uczestniczyła Policja Bezpieczeństwa, żandarmeria i ukraińska policja 17 czerwca 1943 roku rozstrzelano około 2 tys. Żydów. Następnie przez trzy dni trwało przeczesywanie getta i zabijanie na miejscu wykrytych ukrywających się. W ten sposób zginęło dalszych 500 osób. Jedynie 63 osoby wysłano do obozu pracy w Hłuboczku.
20 czerwca 2005 roku z inicjatywy żydowskiej społeczności ofiarom Holokaustu w Czortkowie postawiono pomniki – jeden w Czarnym Lesie, a drugi naprzeciw dworca autobusowego.